# Siva vrana
Siva vrana (znanstveno ime Corvus cornix) je evrazijski ptič iz družine vranov, ki živi v severni, vzhodni in jugovzhodni Evropi, Zahodni Aziji ter delti Nila v Afriki. Kot ostali predstavniki družine je tudi siva vrana oportunist, ki pogosto izkorišča človekovo prisotnost za gnezditev in iskanje hrane, zaradi česar jo pogosto najdemo v naseljih ali njihovi bližini. Zaradi te lastnosti pravimo, da je sinantropna vrsta.

## Opis
Je lahko prepoznavna po dvobarvnem, črno-sivem perju po telesu. Rep, peruti, glava in grlo so bleščeče črni, črna obarvanost grla se nadaljuje do prsi, kjer se zaključi z neravnim robom. Trup je pepelnato siv z nekoliko temnejšimi črtami, ki dajejo rahlo progast videz. Čez krila meri od 84 cm do enega metra, dolga pa je od 44 do 51 cm.
V letu jo je prav tako enostavno prepoznati po zaokroženih konicah kril, ki se zaključujejo s »prsti« (razkrečenimi primarnimi letalnimi peresi), predvsem pa po lenobnem, neodločnem zamahovanju s krili.
Oglaša se z glasnim, raskavim , najpogostejši klic, ki ima tudi funkcijo petja, je tri- do štirikrat ponovljen »kra«. Ob prepiranju spuščajo sive vrane tudi daljši grlen zvok. Po oglašanju jo je praktično nemogoče ločiti od sorodne črne vrane.
Mladiči so ob izvalitvi zelo temni, z modrikastimi ali sivkastimi očmi in rdečimi usti.

## Biologija
Je vsejedi mrhovinar, pri iskanju hrane s pridom uporablja svojo visoko inteligenco. S tal pobira oreške, školjke ali rakovice in jih spušča z velike višine na trdo podlago da se razbijejo. V mestih jo pogosto zalotimo pri odpiranju vreč za smeti in podobno. Poleg tega tudi krade jajca in mladiče drugih ptic, npr. galebov in kormoranov.
Gnezdi od februarja do srede junija, odvisno od podnebja - severneje v območju razširjenosti je gnezditev kasnejša. Največkrat zgradi veliko gnezdo visoko v krošnji drevesa, kjer samica izleže tri do šest modrikastih jajc z rjavimi pegami. Mladiči se izvalijo po 18 do 19 dneh, v času valjenja skrbi za hrano samec. Iz gnezda odidejo po dodatnem mesecu dni. V času gnezditve, pa tudi sicer so vrane zelo agresivne do večjih ptičev, ki pridejo v bližino.
Koliko časa živijo ni znano, zelo podobna črna vrana pa po navadi doseže štiri leta starosti.

## Taksonomija
Siva vrana je izjemno podobna črni, tako po telesnih merah kot drugih značilnostih, poleg tega pa se tam, kjer se njuni območji razširjenosti prekrivata, tudi križata. Zato sta bili dolgo časa klasificirani kot podvrsti iste vrste (Corvus corone), siva vrana je imela po tej klasifikaciji ime Corvus corone cornix. Vendar pa so potomci mešanih parov bistveno manj plodni in tudi zaradi nekaterih drugih podrobnosti imata obe spet status vrste in siva vrana ima spet prvotno znanstveno ime, ki ji ga je dal že Linné v Systema Naturae.
Trenutno so prepoznane štiri podvrste sive vrane:
- C. c. cornix - živi po vsej Evropi, od Britanskega otočja južno do Korzike
- C. c. pallescens (Madarász, 1904) - Turčija in Egipt. Kot nakazuje ime, je mnogo bolj blede barve kot druge sive vrane
- C. c. sharpii (Oates, 1889) - prav tako bolj blede barve, živi od zahodnega dela Sibirije preko Kavkaza južno do Irana[1]
- C. c. capellanus (P.L. Sclater, 1877) - najbolj različna od nominalne podvrst, živi v Iraku in jugovzhodnem delu Irana. Zelo svetla, od daleč izgleda skoraj bela[1]

## Razširjenost in številčnost
Večina virov še vedno podaja podatke o številčnosti skupaj za črno in sivo vrano (kot enotno vrsto Corvus corone), med njimi IUCN, ki navaja območje razširjenosti veliko okoli 10 milijonov km² in populacijo veliko med 14 in 34 milijonov osebkov samo v Evropi. Siva vrana živi v severni, vzhodni in jugovzhodni Evropi, Zahodni Aziji ter delti Nila v Egiptu.

### Siva vrana v Sloveniji
V Sloveniji je siva vrana najpogostejša med vsemi vrani, predvsem v območjih kjer prevladuje kulturna krajina, odsotna je le v višjih legah in strnjenih gozdovih. Na življenje v središčih večjih mest se je prilagodila šele v zadnjih nekaj desetletjih in tam postala velik škodljivec. Poleti po gnezditvi se mlade sive vrane združujejo v jate po več deset osebkov, pozimi pa so jate manjše, sestavljajo jih predvsem pari.